# Хайде, Херман ауф дер
Херман Хайнрих Готтфрид Йоханн ауф дер Хайде (нем. Hermann Heinrich Gottfried Johann auf der Heide; 1 июня 1911, Франкфурт-на-Майне, Пруссия — 17 октября 1984, Бонн) — немецкий хоккеист на траве, защитник. Серебряный призёр летних Олимпийских игр 1936 года.

## Биография
Херман ауф дер Хайде родился 1 июня 1911 года в немецком городе Франкфурт-на-Майне.
Играл в хоккей на траве за «Заксенхаузен-1857» из Франкфурта-на-Майне, в составе которого выиграл чемпионат Германии в 1939 и 1943 годах.
В 1936 году вошёл в состав сборной Германии по хоккею на траве на летних Олимпийских играх в Берлине и завоевал серебряную медаль. Играл на позиции защитника, провёл 1 матч, мячей не забивал.
В 1936—1942 годах провёл за сборную Германии 5 матчей.
Умер 17 октября 1984 года в западногерманском городе Бонн.

## Семья
Брат Эберхард также играл в хоккей на траве.